# Tenzing Namgyal
Tsugphud Namgyal (Rabdentse, 1769 – Lhasa, 1793) fu chogyal del Sikkim dal 1780 fino alla sua morte.

## Biografia
Tenzing Namgyal nacque nel 1769, figlio di Muwong Chogyal Phuntso II Namgyal, chogyal del Sikkim e della sua seconda moglie, una figlia di Deba Shamsher Khiti Phukpa.
Egli succedette al trono alla morte del padre nel 1780 ma venne costretto a rifugiarsi in Tibet al momento dell'invasione nepalese che privò il Sikkim di gran parte dei propri territori a vantaggio dello stesso regno del Nepal.
Egli sposò Anyo Gyalyum, figlia di Chandzod Karwang, dalla quale ebbe un solo figlio, Tsugphud Namgyal, che gli succedette alla sua morte, avvenuta a Lhasa nel 1793.